# Nazarcea
Nazarcea – wieś w Rumunii, w okręgu Konstanca, w gminie Poarta Albă. W 2011 roku liczyła 571 mieszkańców.